# Sergey Nikulin
Sergei Nikolayevich Nikulin (em russo, Серге́й Николаевич Никулин: (Duxambé, 1 de janeiro de 1951) é um ex-futebolista profissional russo que atuava como defensor, medalhista de bronze olímpico em Moscou 1980.

## Carreira
Sergei Nikulin foi medalhistas olímpico com a União Soviética, nos jogos de Moscou 1980.